# Аслар
Аслар (нім. Aßlar) — місто в Німеччині, знаходиться в землі Гессен. Підпорядковується адміністративному округу Гіссен. Входить до складу району Лан-Дилль.
Площа — 43,57 км2. Населення становить 13 654 ос. (станом на 31 грудня 2020).

## Географії

### Адміністративний поділ
Місто  складається з 6 районів:
- Аслар
- Бехлінген
- Берггаузен
- Бермолль
- Оберлемп
- Вердорф